# Alexander Megos

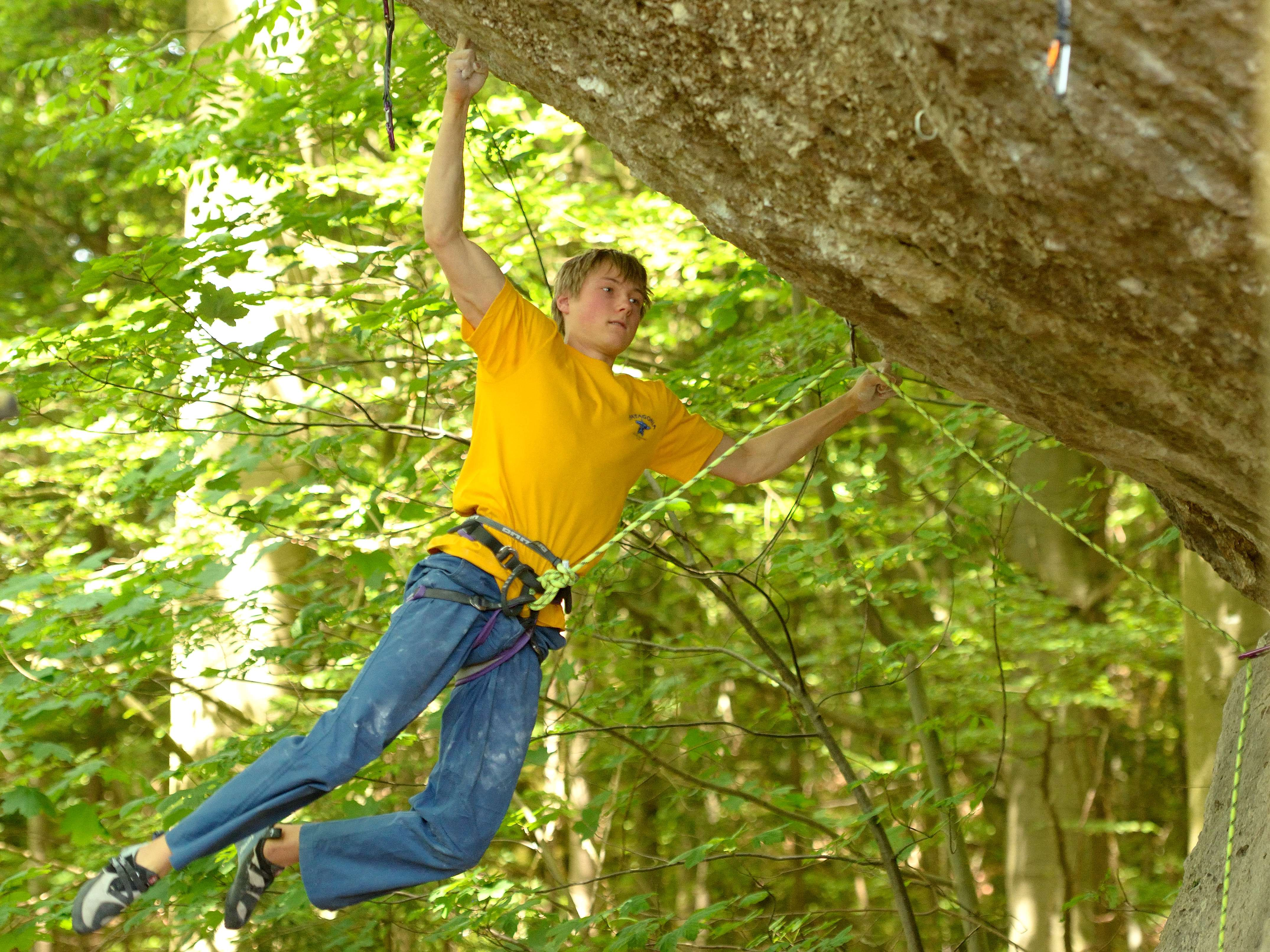
Action Directe 2014. Alexander Megos na ścianie wspinaczkowej w prowadzeniu.

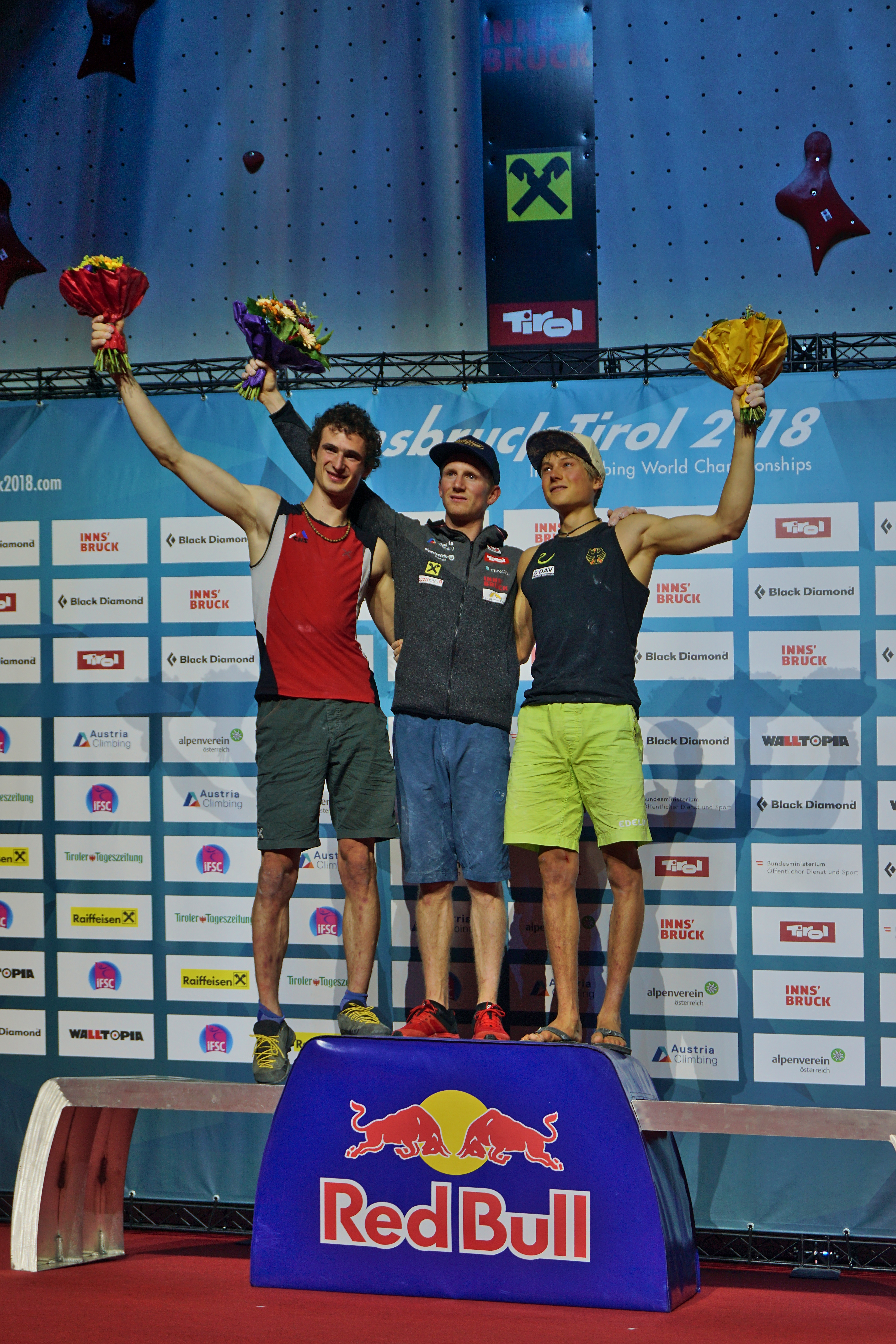
MŚ 2018 Podium w prowadzeniu. Od lewej; Adam Ondra CZE (2 m.), Jakob Schubert AUT (1 m.) oraz Alexander Megos GER (3 m.).

Alexander Megos (ur. 12 sierpnia 1993 w Erlangen) – niemiecki wspinacz sportowy. Specjalizuje się w boulderingu, prowadzeniu oraz we wspinaczce łącznej. Wicemistrz świata we wspinaczce sportowej z 2019.

## Kariera sportowa
W zawodach wspinaczkowych, które odbyły się na mistrzostwach Europy w 2017 w Monachium wywalczył srebrny medal w konkurencji boulderingu.
W 2018 w austriackim Innsbrucku zdobył brązowy medal mistrzostw świata w konkurencji prowadzenie. W 2019 w japońskim Hachiōji wywalczył srebrny medal mistrzostw świata w prowadzeniu, przegrał ze słynnym, Czechem Adamem Ondrą.
Zajęcie 8. miejsca w klasyfikacji generalnej wspinaczki łącznej zapewniło mu bezpośrednie kwalifikacje na IO 2020 w Tokio we wspinaczce sportowej.
Wielokrotny uczestnik, prestiżowych, elitarnych zawodów wspinaczkowych Rock Master we włoskim Arco, gdzie w 2017 roku w prowadzeniu zajął ósme miejsce.

## Osiągnięcia

### Mistrzostwa świata
| Konkurencje       | 2018  | 2019  |
| Bouldering        | 25-26 | 25-26 |
| Prowadzenie       | 3     | 2     |
| Wsp. na czas      | 109   | 75    |
| Wspinaczka łączna | 11    | 8     |

### Mistrzostwa Europy
| Konkurencje | 2010 | 2017 |
| Bouldering  | —    | 2    |
| Prowadzenie | 23   | —    |

### Rock Master
| Konkurencje  | 2017 | 2018 |
| Prowadzenie  | 8    | 12   |
| Wsp. na czas | —    | 61   |
| Duel         | 9    | —    |